# 马里翁 (吉伦特省)
马里翁（法語：Marions）是法国吉伦特省的一个市镇，属于朗贡区（Langon）格里尼奥尔县（Grignols）。该市镇总面积16.32平方公里，2009年时的人口为190人。

## 人口
马里翁人口变化图示